# Raad voor Rechtsbijstand
De Raad voor Rechtsbijstand is een Nederlands bestuursorgaan, belast met uitvoering van de Wet op de rechtsbijstand, dat financiële ondersteuning regelt voor een advocaat of mediator benodigd door mensen uit de lagere inkomensgroepen, en belast is met gedeeltelijke uitvoering van de Wet schuldsanering natuurlijke personen (Wsnp) en de Wet beëdigde tolken en vertalers (Wbtv). Daarnaast organiseert de Raad voor Rechtsbijstand de gesubsidieerde rechtsbijstand op de BES-eilanden (Bonaire, Sint Eustatius en Saba).
De Wet op de rechtsbijstand, die in 1994 in werking trad, creëerde vijf raden voor rechtsbijstand die zorg moesten gaan dragen voor het verlenen van zogenaamde toevoegingen aan rechtsbijstandzoekenden en het opstellen van toelatingsvoorwaarden voor deelname aan het stelsel. Een toevoeging is toestemming van de Raad voor Rechtsbijstand voor het ontvangen van gefinancierde rechtsbijstand (en per 1 maart 2023 ook mediation). Er kwamen Bureaus voor Rechtshulp die voorzagen in eerstelijns advisering en het doorsturen van mensen naar een advocaat als dat naar het oordeel van een medewerker nodig was (selectiefunctie). Men deed ook aan belangenbehartiging en juridische vertegenwoordiging in eenvoudige zaken. Deze bureaus zijn in 2002 vervangen door het Juridisch Loket waar men alleen nog mocht adviseren, de vertegenwoordiging in eenvoudige zaken werd overgeheveld naar de advocatuur. Daarvoor kwam er een toevoeging voor licht advies. De vijf raden voor rechtsbijstand werden uiteindelijk samengevoegd tot één Raad voor Rechtsbijstand.
De huidige Raad is opgericht in 1994, maar Nederland kent al sinds de Bataafse Republiek een regeling voor de ondersteuning van mensen met onvoldoende inkomen om een advocaat te kunnen betalen, toentertijd 'Armenrecht' genoemd.